# Фальшивое зеркало
«Фальшивое зеркало» (1928) — сюрреалистическая картина Рене Магритта, написанная масляными красками. На картине изображён человеческий глаз в обрамлении облачного голубого неба. На месте радужной оболочки глаза изображены облака. Оригинальное французское название картины — «Le faux miroir» («Фальшивое зеркало»).

## Происхождение
Магритт написал две версии картины «Фальшивое зеркало».
Оригинальная версия была написана в Ле-Перё-сюр-Марн, во Франции, в 1928 году. С 1933 по 1936 год картина принадлежала фотографу-сюрреалисту Ману Рэю. Картина была куплена у Мана Рэя Музеем современного искусства в Нью-Йорке. С момента покупки она осталась в постоянной коллекции MOMA.
Магритт написал вторую версию картины в 1935 году. Картина написана маслом на холсте, её размер составляет 19 × 27 см, она находится в частной коллекции.
Бумажная версия полотна «Фальшивое зеркало», для которой Магритт использовал гуашь, была написана в 1952 году и продана на аукционе в 2010 году за 373 250 фунтов стерлингов.

## В популярной культуре
Предполагается, что картина послужила источником вдохновения для телевизионного логотипа Cи-би-эс в 1952 году. Логотип представлял собой глаз и был создан Уильямом Голденом.
Музыкант Eco Virtual (стили Vaporwave, New Age) использовал эту картину в качестве обложки для своего второго альбома, ATMOSPHERES № 2.